# 信州うえだ農業協同組合
信州うえだ農業協同組合（しんしゅｓｄうえだのうぎょうきょうどうくみあい、通称：JA信州うえだ）は、長野県上田市に本部を置く農業協同組合。上田市、東御市の旧小県郡東部町地域を含む小県郡全域を管轄する総合農協であり、その管轄面積は長野県全体の6.5%に達する。営農事業が主体だか、金融事業や共済事業、高齢者施設の運営なども手掛けている。

## 組合員数
- 31,302人（正組合員 19,302人　准組合員 12,000人）17,736戸（2005年2月28日現在）

## 所管区域

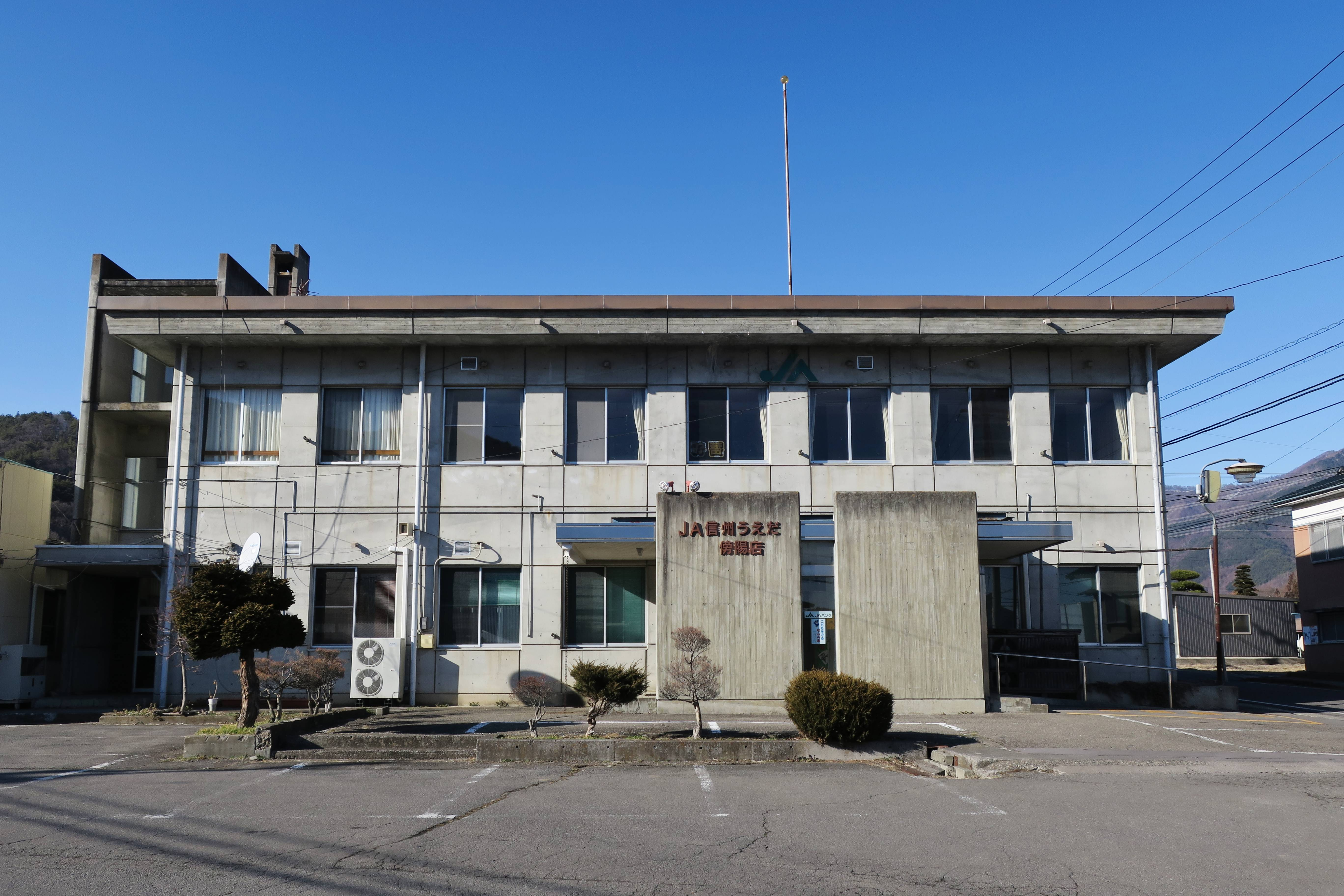
傍陽店

- 上田市
- 東御市（旧東部町地域）
- 小県郡長和町
- 小県郡青木村

## 主な産物
管轄地域の主な産物は「ハクサイ・キャベツ・しめじ・えのき・りんご・巨峰」などの野菜類から果実まで幅広い。主に果実類については、JA信州うえだの有名な農産物であり、各地のスーパーなどでも見かけられる。また、花や植物などの生産も行なっており、地域内での流通も盛んである。

## 主な事業
営農事業の他に金融事業や共済事業、高齢者施設の運営など、様々な事業を行なっており、地域の生活基盤の一部を担う存在である。

## 購買店舗
- エーコープ ファーマーズうえだ店（上田市）
- エーコープ コアしおだ店（上田市）